# Kaixtànove
Kaixtànove (en (ucraïnès): Каштанове) és un poble de la República Autònoma de Crimea a Ucraïna, que el 2014 tenia 1.028 habitants. Pertany al districte de Simferòpol.